# Calle 170 (línea Concourse)
Calles 170 es una estación en la línea Concourse del Metro de Nueva York de la división B del Brooklyn–Manhattan Transit Corporation. La estación se encuentra localizada en East Tremont, El Bronx entre la Calle 170 Este y Grand Concourse. La estación es servida en varios horarios por los trenes del Servicio  y .